# Kostelany nad Moravou
Kostelany nad Moravou è un comune della Repubblica Ceca facente parte del distretto di Uherské Hradiště, nella regione di Zlín.